# Лісне (Шосткинська міська громада)
Лі́сне —  село в Україні, у Шосткинській міській громаді Шосткинського району Сумської області. Населення становить 14 осіб. До 2020 орган місцевого самоврядування — Собицька сільська рада.

## Географія
Село Лісне знаходиться за 5 км від лівого берега річки Десна. Село оточене великим лісовим масивом «Урочище Великий Бір» (сосна).

## Символіка
На гербі зображений великий смоляний сосновий пеньок, двіс сокири між якими срібний козацьких хрест, вгорі над яким золота шишка. Пеньок  позначає скипидарний завод, а жовтий колір - смолу. Зелений колір, основа шишка і дві сокири - урочище Великий Бір. Різні кольори в загальному позначає що на заводі виготовляли фарби, в першу чергу чорного кольору для фарбування котлів. Герб є зворотно промовистий оскільки, хоч і все на ньому пов'язане з лісом, самого лісу чи дерев не містить, а містить тільки шишку та пеньок.

## Історія
Скипидарний завод спорудили  у Великому Бору в 1930-х рр., за 5 км від Собича по дорозі на Тимонівку, що прямувала й далі просікою через хутір Глибокий Колодязь (вже не існує). Ліс на захід від заводу виводив на Кручайлове урочище в деснянському лузі, а на схід від заводу була свіжа вирубка лісу в 31 кварталі в напрямку Бензиків. Отже, завод був забезпечений сировиною – осмолом – величезними сосновими смолянистими пнями. За спогадами колишніх робітників заводу, пні викорчовували вручну, а з 1960-х рр. їх почали підривати вибухівкою. Працювали дві бригади підривників. Крім пнів ще завод добував смолу живицу шляхом надрізання ровчаків на стовбурах старих корабельних соснах. Досі ще можна знайти у Великому бору такі сосни. З ран на сосни влітку від тепла виділялася смола і вона стікала в спеціальні лійки. Осмол складали в полениці, в складометри (м3) і відвозили до заводу смолокурам – апаратникам. Ті щільно наповнювали очищеним від бруду осмолом у 22 складометри металічну камеру – реторту (котел), наглухо зачиняли й під’єднували до змійовика охолоджувача. Котел апарату підігрівали до 200 градусів, а далі поступово за 8 годин доводили температуру до 400 градусів. Таким чином відбувалася суха, без доступу повітря, перегонка осмолу. Охолоджені змійовиком пара з осмолу в перетворювали в легкий сай, підскипидарну воду, що стікала у діжку разом зі скипидаром. А інші продукти розкладання осмолу відводили через смоляний хід, вмонтований у днищі апарата, у спеціальні збірники, де смола відстоювалася і відділялася від підсмольної води. Зі смоли варили на заводі чорний ломкий пек, також робили фарбу соливатор для фарбування котлів. На заводі був ще склад розфасовки – бондарка. 
Скипидарний завод позначено на карті 1939 р.  біля  хати лісника. По війні поселення називалося Смолокурним заводом, розташованим на землях Собицької сільради Шосткинського району. Завод підпорядковувався Новгород-Сіверському хімлісгоспу, який розбудував призаводське поселення, підвів світло й радіо з Собича, збудував магазин.  У 1960 р. Смолокурний завод став зватися селом Лісне. На карті 1976 р. вказано 17 дворів села Лісного. Піщана дорога на Тимонівку була укріплена щебінкою в межах Лісного, влаштовані бічні кювети. Проте невдовзі завод припинив свою діяльність, перестав курити над Великим Бором, надавати йому димного смаку, нібито скінчилися старі смолянисті пні столітньої сосни, а нові пні виявилися нерентабельними, малосмолянистими. За переказом, Ліснянський скипидарний завод поставляв свою продукцію у всі країни світу, які не мали соснового лісу, а тільки пальми.
У 1998 р. в Лісному було лише 7 дворів. У 2001 р. в селі проживало 14 мешканців.

## Населення
Згідно з переписом УРСР 1989 року чисельність наявного населення села становила 35 осіб, з яких 16 чоловіків та 19 жінок.
За переписом населення України 2001 року в селі мешкало 14 осіб.

### Мова
Розподіл населення за рідною мовою за даними перепису 2001 року:
| Мова       | Кількість | Відсоток |
| ---------- | --------- | -------- |
| українська | 13        | 92.86%   |
| російська  | 1         | 7.14%    |
| Усього     | 14        | 100%     |